# Sphaerexochus
Sphaerexochus – rodzaj stawonogów z wymarłej gromady trylobitów, z rzędu Phacopida.
Żył w okresie ordowiku i syluru (darriwil – ludlow).